# 海莉·帕尔默
海莉·帕尔默（英語：Hayley Palmer，1989年5月8日—），新西兰女子游泳运动员。她曾代表新西兰参加2010年英联邦运动会游泳比赛，获得女子50米自由泳和女子4×100米自由泳接力铜牌。